# Ernst Schelle
Ernst Schelle (1864-1945) est un botaniste allemand, spécialiste des Cactaceae.

## Œuvres
- (avec L. Beissner et H. Zabel) (de) Handbuch der Laubholz-Benennung : Systematische und Alphabetische Liste aller in Deutschland ohne oder unter leichtem Schutz im freien Lande ausdauernden Laubholzarten und Formen mit ihren Synonymen, Berlin, Paul Parey, 1903
- (de) Handbuch der Kakteenkultur : Kurze Beschreibung der meisten gegenwärtig im Handel befindlichen Kakteen, nebst Angabe zu deren Pflege, für Gärtner und Kakteenlieghaber, Stuttgart, Eugen Ulmer, 1907
- (de) Kakteen : Kurze Beschreibung nebst Angaben über die Kultur der gegenwärtig im Handelbefindlichen Arten und Formen, Tübingen, Alexander Fischer, 1926